# Roussette des roches
Pteropus vetulus
Espèce
Statut de conservation UICN

 NT  : Quasi menacé
Statut CITES
Pteropus vetulus (Jouan, 1863) est une roussette de la famille des Pteropodidae, endémique de Nouvelle-Calédonie.
Elle est menacée par la fragmentation de son habitat et sans doute en déclin à cause de la déforestation.